# Радио Иерусалим
Радио Иерусалим (ивр. רדיו ירושלים‎) — это районная радиостанция города Иерусалима, Израиль, вещающая на иврите на волнах 101 FM в городе и 89.5 FM за его пределами.
Основана 3 сентября 1995 года.
Вещание старой версии радиостанции завершилось в 2009 году, и возобновилось в этом же году после приобретения радиостанции заново компанией «Хабира» («столица»).
В ХОТе (кабельном тв) вещает на канале 309, а в спутниковом YES - на 71 канале.